# 亚洲公路13号线

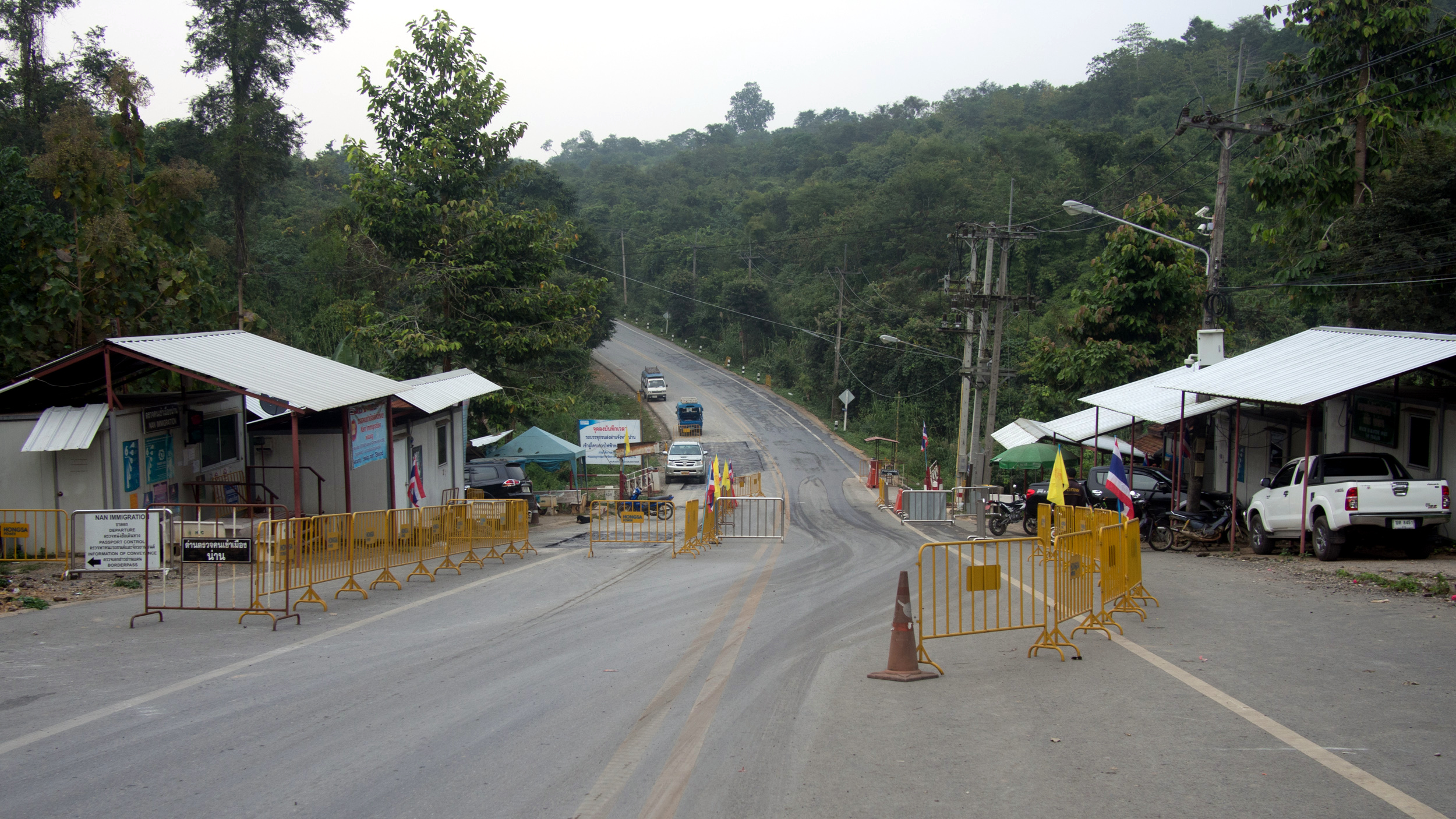
泰国楠府Amphoe Chaloem Phra Kiat县的边境检查站

亞洲公路13号线（英語：Asian Highway 13），编号为，是亞洲公路網系統位于东南亚的一條公路，长约760千米，老挝乌多姆塞省的芒赛为起点，终点位于泰国北揽坡府的那空沙旺。

## 老挝
2号公路: 芒赛 - 孟恩

## 泰国
- 101号公路: Huai Kon - 登猜
- 11号公路: 登猜 - 程逸 - 彭世洛 ()
- 117号公路: 彭世洛 () - 那空沙旺 ()